# モリツバメ
モリツバメ（森燕、学名：Artamus leucorhynchus）は、スズメ目モリツバメ科に分類される鳥類の一種。

## 形態
全長約18cm。ややずんぐりとした体形である。成鳥は頭部から背中、翼、尾が褐色がかった灰黒色で、体の下面と腰は白色。幼鳥は頭や喉の部分の褐色が強い。飛翔は軽快でツバメ類に似ている。多くの亜種に分類される。

## 分布
フィリピンからマレー半島、ニューギニア、オーストラリア北東部に分布し、生息地では主に留鳥である。
日本では迷鳥で、1973年と1986年に西表島で記録されたのみである。